# Bataille des Nations (béhourd)
Pour la bataille historique, voir Bataille des Nations.
La Bataille des Nations est le championnat du monde de béhourd (combat médiéval), qui s’est tenu pour la première fois en 2009, en Ukraine et se déroulant depuis cette date chaque année durant le mois d'avril, mai ou juin en Europe.
La compétition rentre dans la catégorie de combat médiéval en armure complète avec l'utilisation d'armes en métal émoussées. Le record de pays participants a été battu lors de la dernière édition avec 40 pays représentés.

## Histoire
La première réunion portant sur l’organisation du championnat s’est tenue à Kharkov (Ukraine) en 2009 à l’occasion d’un festival. Outre la gestion de l’événement, les règles internationales ont été créées à cette occasion. En raison des différences de règlement dans les différents pays et même dans les différentes régions d'un même pays, la création de règles unifiées a permis de simplifier le déroulement des combats. La première compétition se tient du 30 avril au 3 mai 2009 à la forteresse de Khotin en Ukraine. Quatre pays (la Russie, l'Ukraine, Biélorussie et la Pologne) et plus de 200 combattants y participent.
L’édition suivante se déroule également sur le site de la forteresse de Khotin. L’équipe du Québec devient à cette occasion la première équipe non-européenne à participer. L’Allemagne et l’Italie prennent part également à la compétition pour la première fois.
En 2012, le Fort Bema de Varsovie en Pologne est l’hôte de la 3e édition de la Bataille des Nations. Douze nations participent, dont, pour la première fois, l’Autriche, les États-Unis (composée de membres de la Society for Creative Anachronism), Israël, le Danemark, l’Estonie, la Lituanie et la Lettonie (les deux derniers étant regroupés dans l'équipe des Pays baltes).
L'édition 2013 se déroule à Aigues-Mortes en France. Onze nouvelles nations participent : l’Australie, la Belgique, la République tchèque, la Slovaquie, la France, le Japon, le Luxembourg, la Nouvelle-Zélande, l’Espagne, Israel et le Royaume-Uni, portant le nombre de pays à 22. Des combattants de nationalité portugaise participent également au sein de l'équipe du Luxembourg.
Pour la 5e Bataille des Nations, la ville de Trogir en Croatie accueille la compétition. L'Argentine, le Mexique, la Suisse, les Pays-Bas, la Serbie et la Finlande découvrent la compétition. Pour la première fois également une épreuve féminine est organisée. En 2015, la Ville de Prague en République tchèque est choisie. La Hongrie, le Canada et la Moldavie participent pour la première fois. La 7e édition en 2016 se déroule de nouveau à Prague, avec l'arrivée de la Suède parmi les nouvelles nations.
La 8e édition s'est déroulée à Barcelone dans la plaza de toros monumental, avec pour la première fois la participation du Brésil, de la Turquie et de la Chine. Pour la première fois également, la Russie est battue dans l'épreuve reine des 21 vs 21 par l'Ukraine. La France, quant à elle, se classe 3ème de cette épreuve après avoir battu l'Angleterre en deux manches : jamais auparavant elle n'avait pu atteindre cette position. C'est la première fois qu'une équipe occidentale monte sur le podium de Battle of the Nations.
La 9ème édition a lieu au château de Santa Severa en Italie en 2018. Le Chili et la Slovénie rejoignent la compétition.
La 10ème édition, appelée Battle of the Nations "X", se déroule dans la forteresse de Smederevo en Serbie du 2 au 5 mai 2019. L'Afrique du Sud, la Roumanie, la Norvège, l'Ouzbekistan, Le Kazakhstan font leurs premiers pas. Pour ce 10ème anniversaire, de nouvelles catégories voient le jour : 12vs12, 30vs30 (remplaçant le 21vs21) et le spectaculaire 150vs150 s'ajoutent au traditionnel 5vs5 et auc catégories en duel. L'événement rencontre un franc succès avec plus de 20000 visiteurs et des millions de visionnages en ligne. Pour la première fois, une équipe occidentale (le Royaume-Uni) se hisse sur le podium en 5vs5 (médaille de bronze).

## Organisation
Selon les règles du tournoi, une équipe nationale doit être composée d’au moins cinq et au plus cinquante combattants. Le processus de sélection des membres des équipes est géré par les fédérations nationales.
Le championnat est organisé par la fédération internationale Historical Medieval Battle International Association (HMBIA).
Evénement annuel jusqu'en 2019, la Bataille des Nations est maintenant bi-annuelle organisée dans une forteresse ou un château différent à chaque fois.
La dernière édition était prévue en Roumanie dans la Forteresse d'Oradea pour début juillet 2021.

## Épreuves

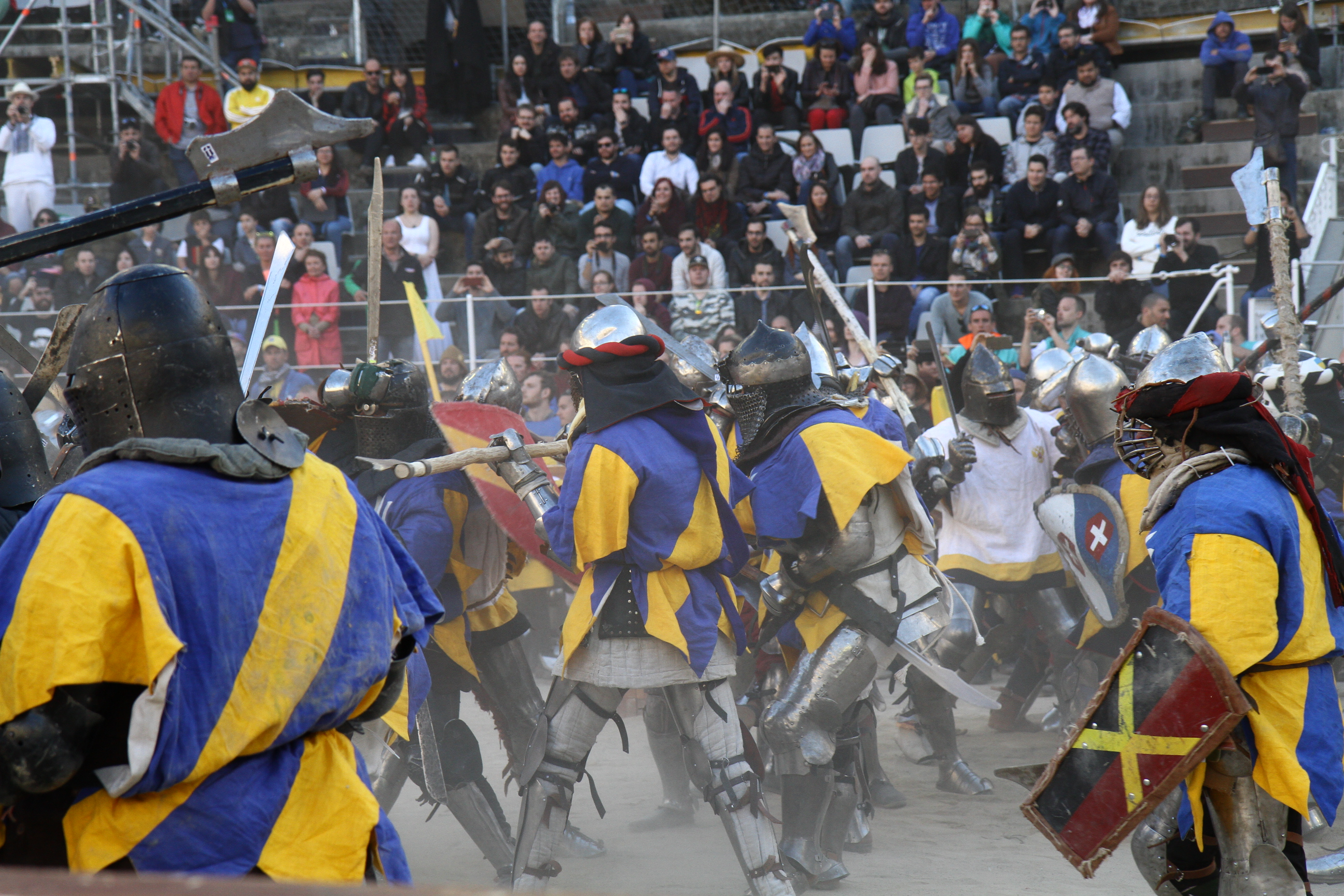
Finale de l'épreuve 21 vs 21 Russie-Ukraine en 2017.

- Duel (1 vs 1)
  - Triathlon
  - Combat à outrance (profight)
  - Arme d'hast (hallebarde)
- Par équipe
  - 5 vs 5
  - 12 vs 12
  - 21 vs 21
  - 30 vs 30
- Par alliance
  - 150 vs 150

## Palmarès
| Année | Lieu                                            | Épreuve                   | Vainqueur              | Deuxième                | Troisième              |
| ----- | ----------------------------------------------- | ------------------------- | ---------------------- | ----------------------- | ---------------------- |
| 2010  | Khotyn, Ukraine Forteresse de Khotin            | 1 vs 1                    | Sergey Ukolov          | Mikhail Babynin         | Ivan Vasilev,          |
| 2010  | Khotyn, Ukraine Forteresse de Khotin            | 5 vs 5                    | Russie                 | Ukraine                 | Russie                 |
| 2010  | Khotyn, Ukraine Forteresse de Khotin            | 21 vs 21                  | Russie                 | Ukraine                 | Pologne                |
|       |                                                 |                           |                        |                         |                        |
| 2011  | Khotyn, Ukraine Forteresse de Khotin            | 1 vs 1                    | Sergey Ukolov          | Ivan Vasilev            | Aleksandr Nadezhdin    |
| 2011  | Khotyn, Ukraine Forteresse de Khotin            | 5 vs 5                    | Russie                 | Russie                  | Russie                 |
| 2011  | Khotyn, Ukraine Forteresse de Khotin            | 21 vs 21                  | Russie                 | Ukraine                 | Biélorussie            |
|       |                                                 |                           |                        |                         |                        |
| 2012  | Varsovie, Pologne                               | 1 vs 1                    | Sergey Ukolov          | Martin Vaškelis         | Alexey Petrik          |
| 2012  | Varsovie, Pologne                               | 5 vs 5                    | Russie                 | Russie                  | Russie                 |
| 2012  | Varsovie, Pologne                               | 21 vs 21                  | Russie                 | Ukraine                 | Pologne                |
|       |                                                 |                           |                        |                         |                        |
| 2013  | Aigues-Mortes, France                           | 1 vs 1                    | Sergei Ukolov          | Evgenii Lapik           | Krzysztof Szatecki     |
| 2013  | Aigues-Mortes, France                           | 5 vs 5                    | Russie                 | Russie                  | Russie                 |
| 2013  | Aigues-Mortes, France                           | 21 vs 21                  | Russie                 | Ukraine                 | Biélorussie            |
|       |                                                 |                           |                        |                         |                        |
| 2014  | Trogir, Croatie                                 | 1 vs 1 M                  | Sergey Ukolov          | Oleksii Petrik          | Evgenij Lapik          |
| 2014  | Trogir, Croatie                                 | 1 vs 1 F                  | Tatiana Guseva         | Gulina Kokhvakko        | Yana Zabolotnikov      |
| 2014  | Trogir, Croatie                                 | 5 vs 5                    | Russie                 | Russie                  | Biélorussie            |
| 2014  | Trogir, Croatie                                 | 21 vs 21                  | Russie                 | Ukraine                 | Biélorussie            |
|       |                                                 |                           |                        |                         |                        |
| 2015  | Prague, République tchèque Petřín               | 1 vs 1 M                  | Evgenij Lapik          | Sergey Ukolov           | Aleksey Petrik         |
| 2015  | Prague, République tchèque Petřín               | 1 vs 1 F                  | Gulina Kokhvakko       | Tatiana Guseva          | Yana Zabolotnikov      |
| 2015  | Prague, République tchèque Petřín               | 1 vs 1 Arme d'hast        | Aleksei Naiderov       | Mikhail Morgulis        | Jeffrey Galli          |
| 2015  | Prague, République tchèque Petřín               | 5 vs 5                    | Russie                 | Ukraine                 | Russie                 |
| 2015  | Prague, République tchèque Petřín               | 21 vs 21                  | Russie                 | Ukraine                 | Biélorussie            |
|       |                                                 |                           |                        |                         |                        |
| 2016  | Prague, République tchèque Petřín               | 1 vs 1 M                  | Aleksey Petrik         | Sergey Ukolov           | Aleksandr Nadezhdin    |
| 2016  | Prague, République tchèque Petřín               | 1 vs 1 F                  | Galina Kohvakko        | Denise Brinkmann        | Marina Golovina        |
| 2016  | Prague, République tchèque Petřín               | 1 vs 1 Arme d'hast M      | Evgeniy Baranov        | Jeff Galli              | Aleksey Nayderov       |
| 2016  | Prague, République tchèque Petřín               | 1 vs 1 Arme d'hast F      | Ekaterina Obade        | Olga Grabovskaya        | Alina Abdullaeva       |
| 2016  | Prague, République tchèque Petřín               | 3 vs 3 F                  | Ukraine                | Russie                  | France                 |
| 2016  | Prague, République tchèque Petřín               | 5 vs 5                    | Russie                 | Ukraine                 | Russie                 |
| 2016  | Prague, République tchèque Petřín               | 21 vs 21                  | Russie                 | Ukraine                 | Biélorussie            |
|       |                                                 |                           |                        |                         |                        |
| 2017  | Barcelone, Espagne Arènes La Monumental         | 1 vs 1 Épée et bouclier M | Alexey Petrik          | Robert Szatecki         | Lukas Kowal            |
| 2017  | Barcelone, Espagne Arènes La Monumental         | 1 vs 1 Épée et bouclier F | Galina Kohvakko        | Maya Olchak             | Martina Ravarini       |
| 2017  | Barcelone, Espagne Arènes La Monumental         | 1 vs 1 Épée et bocle M    | Ilya Ivanov            | Krzysztof Szatecki      | Konstantin Nataluha    |
| 2017  | Barcelone, Espagne Arènes La Monumental         | 1 vs 1 Arme d'hast M      | Evgeny Ageev           | Jose Abuedo             | Evgeny Baranov         |
| 2017  | Barcelone, Espagne Arènes La Monumental         | 1 vs 1 Triathlon M        | Alexey Petrik          | Sergey Ukolov           | Ilya Ivanov            |
| 2017  | Barcelone, Espagne Arènes La Monumental         | 1 vs 1 Triathlon F        | Galina Kokhvakko       | Maria Davydova          | Irina Ilnitskaya       |
| 2017  | Barcelone, Espagne Arènes La Monumental         | 5 vs 5                    | Russie                 | Russie                  | Russie                 |
| 2017  | Barcelone, Espagne Arènes La Monumental         | 21 vs 21                  | Ukraine                | Russie                  | France                 |
|       |                                                 |                           |                        |                         |                        |
| 2018  | Santa Marinella, Italie Château de Santa Severa | 1 vs 1 Épée et bouclier M | Aleksey Petrik         | Martin Vaskelis         | Lukas Kowal            |
| 2018  | Santa Marinella, Italie Château de Santa Severa | 1 vs 1 Épée et bouclier F | Galina Kohvakko        | Agneszka Lasota         | Denise Töpfer          |
| 2018  | Santa Marinella, Italie Château de Santa Severa | 1 vs 1 Épée et bocle M    | Ilya Ivanov            | Konstyantyn Natalukha   | Robert Szatecki        |
| 2018  | Santa Marinella, Italie Château de Santa Severa | 1 vs 1 Épée et bocle F    | Ksenia Vyunova         | Irina Ilnitskaya        | Esther Veldstra        |
| 2018  | Santa Marinella, Italie Château de Santa Severa | 1 vs 1 Épée longue M      | Sergei Ukolov          | Krzysztof Szatecki      | Aleksandr Vasilinich   |
| 2018  | Santa Marinella, Italie Château de Santa Severa | 1 vs 1 Épée longue F      | Anastasia Mescherekova | Olga Grabovskaya        | Malgorzata Zieblinskaa |
| 2018  | Santa Marinella, Italie Château de Santa Severa | 1 vs 1 Arme d'hast M      | Ilya Ivanov            | Konstantine Natalukha   | Robert Szatecki        |
| 2018  | Santa Marinella, Italie Château de Santa Severa | 1 vs 1 Arme d'hast F      | Olga Grabovskaya       | Lisa Galli              | Alina Abdulaeva        |
| 2018  | Santa Marinella, Italie Château de Santa Severa | 1 vs 1 Triathlon M        | Alexey Petrik          | Sergey Ukolov           | Ilya Ivanov            |
| 2018  | Santa Marinella, Italie Château de Santa Severa | 1 vs 1 Triathlon F        | Galina Kokhvakko       | Anastasia Mesherkiakova | Ksenia Vyunova         |
| 2018  | Santa Marinella, Italie Château de Santa Severa | 5 vs 5                    | Russie                 | Russie                  | Russie                 |
| 2018  | Santa Marinella, Italie Château de Santa Severa | 21 vs 21                  | Russie                 | Ukraine                 | Royaume-Uni            |
|       |                                                 |                           |                        |                         |                        |
| 2019  | Smederevo, Serbie Forteresse de Smederevo       |                           |                        |                         |                        |
| 2019  | Smederevo, Serbie Forteresse de Smederevo       | Profight -75 kg           | Viacheslav Levakov     | Mykola Shalimov         | Anatolii Iushan        |
| 2019  | Smederevo, Serbie Forteresse de Smederevo       | Profight 75–85 kg         | Alexander Nadezhdin    | Lucas Kowal             | Maksim Skorikau        |
| 2019  | Smederevo, Serbie Forteresse de Smederevo       | Profight 85–95 kg         | Ilia Dragan            | Sebastian Coors         | Maksim Slavchenko      |
| 2019  | Smederevo, Serbie Forteresse de Smederevo       | Profight +95 kg           | Alexey Petrik          | Lukasz Wojciechowski    | Artem Semenenko        |
| 2019  | Smederevo, Serbie Forteresse de Smederevo       | 1 vs 1 Épée et bocle M    | Ilya Ivanov            | Grigorii Chaploutskiy   | Bohumil Masnicak       |
| 2019  | Smederevo, Serbie Forteresse de Smederevo       | 1 vs 1 Épée et bocle F    | Maria Davydova         | Aleksandra Soloshenko   | Aleksandra Sokolsky    |
| 2019  | Smederevo, Serbie Forteresse de Smederevo       | 1 vs 1 Épée longue M      | Sergei Ukolov          | Aleksandr Vasilinich    | Vladimir Maksimenko    |
| 2019  | Smederevo, Serbie Forteresse de Smederevo       | 1 vs 1 Épée longue F      | Anastasia Mescherekova | Olga Grabovskaya        | Sigrid Karlsson        |
| 2019  | Smederevo, Serbie Forteresse de Smederevo       | 1 vs 1 Épée et bouclier M | Aleksei Petrik         | Marcin Waszkielis       | Lukas Kowal            |
| 2019  | Smederevo, Serbie Forteresse de Smederevo       | 1 vs 1 Épée et bouclier F | Alina Lappo            | Agnieszka Lasota        | Melanie Gras           |
| 2019  | Smederevo, Serbie Forteresse de Smederevo       | 1 vs 1 Arme d'hast M      | Yaroslav Rusanov       | Mihal Bednarski         | Kang Lu                |
| 2019  | Smederevo, Serbie Forteresse de Smederevo       | 1 vs 1 Arme d'hast F      | Olga Grabovskaya       | Alina Abdulaeva         | Maja Celińska          |
| 2019  | Smederevo, Serbie Forteresse de Smederevo       | 1 vs 1 Triathlon M        | Alexey Petrik          | Sergey Ukolov           | Ilya Ivanov            |
| 2019  | Smederevo, Serbie Forteresse de Smederevo       | 1 vs 1 Triathlon F        | Alina Lappo            | Anastasia Mesherkiakova | Maria Davydova         |
| 2019  | Smederevo, Serbie Forteresse de Smederevo       | 5 vs 5 M                  | Russie                 | Russie                  | Royaume-Uni            |
| 2019  | Smederevo, Serbie Forteresse de Smederevo       | 5 vs 5 F                  | Russie                 | Finlande                | Ukraine                |
| 2019  | Smederevo, Serbie Forteresse de Smederevo       | 12 vs 12                  | Russie                 | Royaume-Uni             | Biélorussie            |
| 2019  | Smederevo, Serbie Forteresse de Smederevo       | 30 vs 30                  | Russie                 | Ukraine                 | Royaume-Uni            |

## Bilan par nation

### Individuel
| Rang | Équipe      | Vainqueur | Finaliste | Troisième |
| ---- | ----------- | --------- | --------- | --------- |
| 1    | Russie      | 38        | 15        | 16        |
| 2    | Ukraine     | 2         | 9         | 4         |
| 3    | Moldavie    | 2         | 0         | 2         |
| 4    | Biélorussie | 1         | 0         | 2         |
| 5    | Pologne     | 0         | 11        | 5         |
| 6    | États-Unis  | 0         | 2         | 1         |
| 7    | Royaume-Uni | 0         | 1         | 3         |
| 8    | Israël      | 0         | 1         | 0         |
| 9    | Allemagne   | 0         | 1         | 2         |
| 10   | Espagne     | 0         | 1         | 0         |
| 10   | Kazakhstan  | 0         | 1         | 0         |
| 12   | Italie      | 0         | 0         | 1         |
| 12   | Pays-Bas    | 0         | 0         | 1         |
| 12   | Lettonie    | 0         | 0         | 1         |
| 12   | Suède       | 0         | 0         | 1         |
| 12   | Chine       | 0         | 0         | 1         |

### 5 vs 5 (2010 - )
| Année | Vainqueur | Deuxième | Troisième   |
| ----- | --------- | -------- | ----------- |
| 2010  | Russie    | Ukraine  | Russie      |
| 2011  | Russie    | Russie   | Russie      |
| 2012  | Russie    | Russie   | Russie      |
| 2013  | Russie    | Russie   | Russie      |
| 2014  | Russie    | Russie   | Biélorussie |
| 2015  | Russie    | Ukraine  | Russie      |
| 2016  | Russie    | Ukraine  | Russie      |
| 2017  | Russie    | Russie   | Russie      |
| 2018  | Russie    | Russie   | Russie      |
| 2019  | Russie    | Russie   | Royaume-Uni |

| Rang | Équipe      | Vainqueur | Finaliste | Troisième |
| ---- | ----------- | --------- | --------- | --------- |
| 1    | Russie      | 10        | 7         | 8         |
| 2    | Ukraine     |           | 3         |           |
| 3    | Biélorussie |           |           | 1         |
| 4    | Royaume-Uni |           |           | 1         |

### 12 vs 12 (2019 - )
| Année | Vainqueur | Deuxième    | Troisième   |
| ----- | --------- | ----------- | ----------- |
| 2019  | Russie    | Royaume-Uni | Biélorussie |

| Rang | Équipe      | Vainqueur | Finaliste | Troisième |
| ---- | ----------- | --------- | --------- | --------- |
| 1    | Russie      | 1         |           |           |
| 2    | Royaume-Uni |           | 1         |           |
| 3    | Biélorussie |           |           | 1         |

### 21 vs 21 (2010 - 2018)
| Année | Vainqueur | Deuxième | Troisième   |
| ----- | --------- | -------- | ----------- |
| 2010  | Russie    | Ukraine  | Pologne     |
| 2011  | Russie    | Ukraine  | Biélorussie |
| 2012  | Russie    | Ukraine  | Pologne     |
| 2013  | Russie    | Ukraine  | Biélorussie |
| 2014  | Russie    | Ukraine  | Biélorussie |
| 2015  | Russie    | Ukraine  | Biélorussie |
| 2016  | Russie    | Ukraine  | Biélorussie |
| 2017  | Ukraine   | Russie   | France      |
| 2018  | Russie    | Ukraine  | Royaume-Uni |

| Rang | Équipe      | Vainqueur | Finaliste | Troisième |
| ---- | ----------- | --------- | --------- | --------- |
| 1    | Russie      | 8         | 1         |           |
| 2    | Ukraine     | 1         | 8         |           |
| 3    | Biélorussie |           |           | 5         |
| 4    | Pologne     |           |           | 2         |
| 5    | France      |           |           | 1         |
| 6    | Royaume-Uni |           |           | 1         |

### 30 vs 30 (2019 - )
| Année | Vainqueur | Deuxième | Troisième   |
| ----- | --------- | -------- | ----------- |
| 2019  | Russie    | Ukraine  | Royaume-Uni |

| Rang | Équipe      | Vainqueur | Finaliste | Troisième |
| ---- | ----------- | --------- | --------- | --------- |
| 1    | Russie      | 1         |           |           |
| 2    | Ukraine     |           | 1         |           |
| 3    | Royaume-Uni |           |           | 1         |